# Randobawagirang
Randobawagirang is een bestuurslaag in het regentschap Kuningan van de provincie West-Java, Indonesië. Randobawagirang telt 1269 inwoners (volkstelling 2010).